# Akiba Yoichi
Akiba Yoichi (秋葉 陽一 Akiba Yōichi, sinh ngày 23 tháng 11 năm 1983) là cựu cầu thủ bóng đá người Nhật Bản.
Anh đã thi đấu cho Yokohama and Mito HollyHock.

## Club statistics
| Thành tích câu lạc bộ | Thành tích câu lạc bộ | Thành tích câu lạc bộ | Giải vô địch | Giải vô địch | Cúp                   | Cúp                   | Cúp Liên đoàn | Cúp Liên đoàn | Tổng cộng | Tổng cộng |
| Mùa giải              | Câu lạc bộ            | Giải vô địch          | Số trận      | Bàn thắng    | Số trận               | Bàn thắng             | Số trận       | Bàn thắng     | Số trận   | Bàn thắng |
| Nhật Bản              | Nhật Bản              | Nhật Bản              | Giải vô địch | Giải vô địch | Cúp Hoàng đế Nhật Bản | Cúp Hoàng đế Nhật Bản | J.League Cup  | J.League Cup  | Tổng cộng | Tổng cộng |
| --------------------- | --------------------- | --------------------- | ------------ | ------------ | --------------------- | --------------------- | ------------- | ------------- | --------- | --------- |
| 2006                  | Yokohama FC           | J2 League             | 4            | 0            | 0                     | 0                     | -             | -             | 4         | 0         |
| 2007                  | Yokohama FC           | J1 League             | 2            | 0            | 0                     | 0                     | 3             | 0             | 5         | 0         |
| 2008                  | Mito HollyHock        | J2 League             | 3            | 0            | 0                     | 0                     | -             | -             | 3         | 0         |
| Quốc gia              | Nhật Bản              | Nhật Bản              | 9            | 0            | 0                     | 0                     | 3             | 0             | 12        | 0         |
| Tổng cộng             | Tổng cộng             | Tổng cộng             | 9            | 0            | 0                     | 0                     | 3             | 0             | 12        | 0         |